# 10791 Uson
10791 Uson eller 1992 CS är en asteroid i huvudbältet som upptäcktes den 8 februari 1992 av den japanska astronomen Tsutomu Seki vid Geisei-observatoriet. Den är uppkallad efter Uson Morishita.
Asteroiden har en diameter på ungefär 17 kilometer.